# Lao Issara
El Lao Issara (lao: ລາວອິດສະລະ lit.  'Laos Libre') fue un movimiento nacionalista antifrancés formado el 12 de octubre de 1945 por el príncipe Phetsarath. Este movimiento de corta duración surgió después de la derrota japonesa en la Segunda Guerra Mundial y se convirtió en el gobierno de Laos antes del regreso de los franceses. Su objetivo era impedir que los franceses restauraran su control sobre Laos. El grupo se disolvió en 1949.

## Estado títere japonés y recuperación del poder en Francia
En 1944, Francia fue liberada y el general Charles de Gaulle subió al poder. Al mismo tiempo, las tropas del Imperio japonés estaban siendo derrotadas en gran medida en el Frente del Pacífico y, en un intento de último minuto por conseguir apoyo, Japón disolvió el control francés sobre sus colonias de Indochina en marzo de 1945. Luego, los japoneses encarcelaron a un gran número de funcionarios franceses en Laos. El rey Sisavang Vong también fue encarcelado y obligado por los japoneses, y con la insistencia del primer ministro, el príncipe Phetsarath, a declarar su Reino de Luang Phrabang dentro del Protectorado francés de Laos como estado independiente y al mismo tiempo aceptarlo en la Esfera de Coprosperidad de la Gran Asia Oriental el 8 de abril de 1945.
El Príncipe Phetsarath permaneció como Primer Ministro en la nación recién independizada. Al mismo tiempo, los funcionarios y civiles franceses restantes se retiraron a las montañas para reagruparse y unirse a una creciente insurgencia laosiana contra los japoneses, que ocuparon Vientián en marzo de 1945. Liderados por el príncipe heredero Savang Vatthana, los insurgentes laosianos desafiaron a las fuerzas japonesas llevando a cabo ataques contra funcionarios y tropas japonesas en Laos y muchos laosianos murieron luchando con la resistencia francesa contra los ocupantes japoneses.
Después de la rendición de Japón en agosto, el rey Sisavang Vong acordó con los franceses que tenía la intención de que Laos retomara su antiguo estatus de colonia francesa contra la insistencia del príncipe Phetsarath, quien envió un telegrama a todos los gobernadores provinciales de Laos notificándoles que la rendición japonesa no afectaba el estatus de Laos como independiente y advirtiéndoles que resistieran cualquier intervención extranjera. Phetsarath también proclamó la unificación con el país y las provincias de Indochina del sur de Laos el 15 de septiembre, lo que llevó al rey a destituirlo de su cargo como Primer Ministro el 10 de octubre.
El príncipe Phetsarath y varios otros nacionalistas laosianos formaron Lao Issara en el vacío de poder, que tomó el control del gobierno y reafirmó la independencia del país el 12 de octubre de 1945.

## Las debilidades del gobierno de Lao Issara
Durante seis meses, el gobierno de Lao Issara intentó ejercer su autoridad estableciendo una fuerza de defensa bajo el mando del medio hermano menor de Phetsarath, Souphanouvong, con la ayuda del gobierno de Viet Minh de Ho Chi Minh y las fuerzas chinas.
Sin embargo, dos acontecimientos abrieron el camino a la reconquista francesa de Laos: el modus vivendi acordado entre Ho Chi Minh y el gobierno francés el 6 de marzo de 1946, y el acuerdo de retirada de las fuerzas chinas. Esto dejó al gobierno de Lao Issara solo para valerse por sí mismo y se volvió militarmente más débil en comparación con los franceses.
Además de la incapacidad de recibir ayuda exterior, Lao Issara también se vio paralizado por otras debilidades internas.
El Lao Issara era un pequeño movimiento de base urbana y, por lo tanto, no pudo obtener un apoyo masivo de una población de orientación tribal. Sus ideas de un Laos independiente no lograron atraer a las masas.

"En cuanto a la población, era mayoritariamente silenciosa, acostumbrada al orden establecido y no parecía muy preocupada por esta aspiración a la independencia del país, y personalmente creo que era mayoritariamente leal a la antigua administración, es decir, a los franceses". 

- Houmphanh Saignasith, Secretario del Ministro de Economía

Lao Issara tampoco gestionó adecuadamente las finanzas del país. El propio ejército incurrió en un alto coste por su mantenimiento y Souphanouvong se negó a rendir cuentas. En muy poco tiempo, el gobierno de Issara se quedó sin dinero para pagar su propio funcionamiento, y mucho menos para cualquier otra cosa. En un intento por controlar el gasto fiscal y la inflación, el ministro de Finanzas, Katay Don Sasorith, emitió nuevo dinero a principios de 1946, que rápidamente se conoció como "hojas secas de plátano de Katay" por la mala calidad del papel en el que estaba impreso y su inutilidad.: p.n 
El 14 de octubre de 1949, debido a la falta de cooperación dentro del movimiento, Lao Issara anunció su disolución formal. El 22 de octubre de 1953, el Tratado Franco-Lao de Amistad y Asociación transfirió los poderes franceses restantes, excepto el control de los asuntos militares, al Gobierno Real de Laos, que no incluía a ningún representante del disuelto Lao Issara.

## Legado
Una bandera parecida a la de Tailandia, utilizada inicialmente por Lao Issara y luego por el Pathet Lao, fue adoptada formalmente el 2 de diciembre de 1975 como bandera de Laos.